# Danny Leiner
Pour les articles homonymes, voir Leiner.
Daniel Leiner, dit Danny Leiner (né le 13 mai 1961 et mort le 18 octobre 2018, d'un cancer du poumon), est un réalisateur, producteur et scénariste américain.

## Filmographie

### Comme réalisateur
- 1992 : Time Expired
- 1996 : Remember WENN (série télévisée)
- 1996 : Layin' Low
- 1997 : Austin Stories (série télévisée)
- 1997 : Flashback (TV)
- 1999 : Strangers with Candy (série télévisée)
- 2000 : Opposite Sex (série télévisée)
- 2000 : Eh mec ! Elle est où ma caisse ? (Dude, Where's My Car?)
- 2001 : Go Fish (série télévisée)
- 2001 : Maybe It's Me (série télévisée)
- 2001 : Le Journal intime d'un homme marié ("The Mind of the Married Man") (série télévisée)
- 2004 : Harold et Kumar chassent le burger (Harold and Kumar Go to White Castle)
- 2005 : The Great New Wonderful
- 2007 : Balls Out: Gary the Tennis Coach

### Comme producteur
- 2005 : The Great New Wonderful
- 2006 : The Architect

### Comme scénariste
- 1992 : Time Expired
- 1996 : Layin' Low